# Cerastium peruvianum
Cerastium peruvianum là loài thực vật có hoa thuộc họ Cẩm chướng. Loài này được Muschl. mô tả khoa học đầu tiên năm 1911.